# Kaufmann (police de caractères)
 (octobre 2019).
Pour les articles homonymes, voir Kaufmann.
Kaufmann est le nom d’une police de caractères à la brosse dessinée en 1936 par Max R. Kaufmann pour les ATF (anglais : American Type Founders). Le poids de la course est monotone. Les caractères des capitales sont dessinés librement, tandis que les minuscules sont plus régulières en hauteur et en largeur, rappelant l’écriture cursive. Les minuscules sont bien ajustées, ce qui donne l’apparence d’un script de connexion. Le « d » est bouclé. 
Les formes fluides des capitales et des minuscules, combinées avec un poids égal de course, rendent Kaufmann populaire dans la fabrication des enseignes au néon.

## Utilisation
Depuis 2001, le logo de la série Pop Idol et d’autres versions internationales a fait l’objet d’une légère modification de la police de caractères. Le changement le plus notable est le long film stylisé ajouté à la majuscule « A » dans les logos American Idol, Australian Idol et Asian Idol (en). Le « Z » figurant dans le logo de NZ Idol est également très différent d’un « Z » standard de Kaufmann.
Kaufmann fut également utilisé pour afficher les noms des joueurs sur les cartes de baseball de Topps de 1970 et 1994.